# サン・ベント宮殿
サン・ベント宮殿（ポルトガル語: Palácio de São Bento）は、ポルトガルのリスボンにある宮殿。現在は共和国議会が置かれている。

## 歴史
宮殿は1598年に建てられたベネディクト派修道院を前身とする。1615年、僧たちがカーサ・ダ・サウデ地区に移り住み、黒死病を患う人々の住居とした。イエズス会士の建築家バルタザール・アルヴァレスの計画によりマニエリスム様式の新しい教会が17世紀に建てられた。大きな長方形の建物に、2つの尖塔と4つの回廊があり、寮や台所なども付属している。建設がほとんど終わりかけた頃の、1755年のリスボン地震で損害を受けた。
1820年の自由主義運動と1834年の宗教修道会抑圧の後、修道士たちは修道院から放逐され、ここに議会が設置された。建物は議宮 (Palácio das Cortes) または議院 (Parlamento) と呼ばるようになり、以降改修が進められ、新しい機能をこなせるように建物は変わっていった。

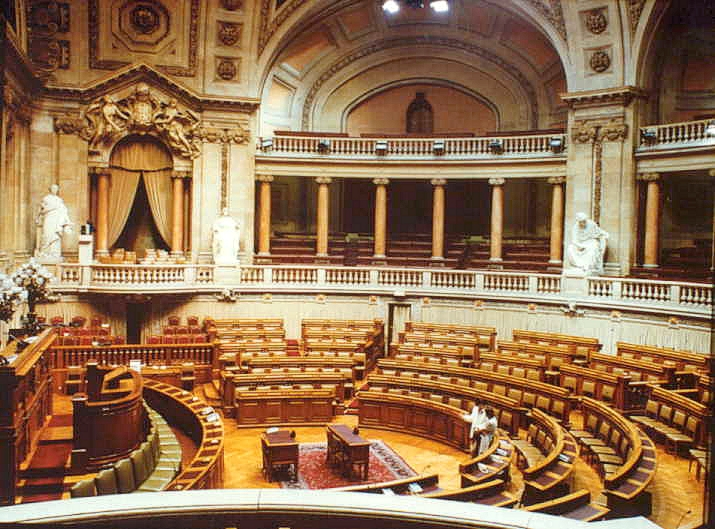
ヴェントゥラ・テッラの手がけた主会議場の内装

修道士たちの参事会場として使われていた場所は、1867年に全体をフランス人建築家ジャン・フランソワ・コルソンにより会議場に改装され、1967年にポルトガルが一院制となるまで上院の会議場として使われた。
1895年、火事で下院の会議場が燃えると、会議場の修繕と拡張の必要を迫られた。ポルトガル人建築家ミゲル・ヴェントゥラ・テッラは改装工事を引き受け、1940年代まで改築が行われる。彼は下院の会議場を新しく建設し、円柱と三角形のペディメントからなるネオクラシカル様式のファサードを作った。また大広間や内部の大階段など多くの部屋を改装、この工事は建築家アドルフォ・マルケス・ダ・シルヴァに受け継がれて1920年代まで続いた。
1940年代のサラザール体制下で、議会入口部分の大階段が完成。この階段は、宮殿の後ろにある庭園設計の責任者でもあったクリスティーノ・ダ・シルヴァのデザインによるものである。1974年のカーネーション革命による民主化以来、宮殿前部のこの区画はリスボンで最も人気のある場所になった。
1999年、付属の建築物が旧王宮の近くで使用され始めた。歴史的な外観を変更することなく会議場のスペースを広げるために行われたもので、その建築はフェルナンド・タヴォラがデザインした。

## 首相公邸

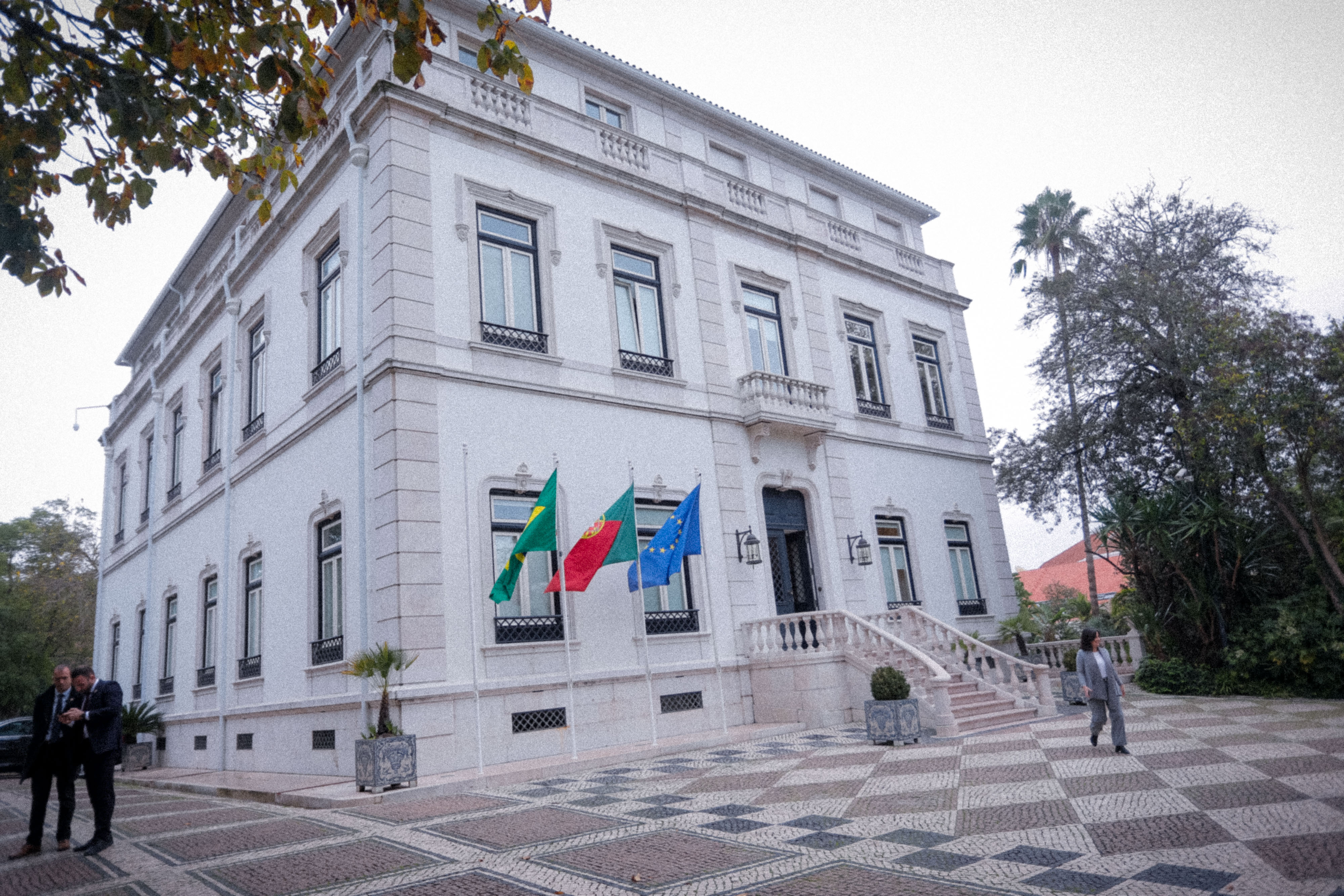
首相公邸

ちょうど主棟の後ろにポルトガル首相の住まいとして提供される邸宅がある。この邸宅は、1877年に古い修道院の庭園内に建てられたもので、1938年にアントニオ・サラザールが移り住んでから首相公邸となっている。